# Tersilochus ungularis
Tersilochus ungularis là một loài tò vò trong họ Ichneumonidae.